# Balfour Williamson
Balfour Williamson & Co  war eine Reederei mit Sitz in Liverpool, England, später zudem eine Export- und Speditionsunternehmen. Lonmin kaufte das Unternehmen und gliederte es in seine Konzernstruktur ein.

## Geschichte
Das Unternehmen wurde 1851 von zwei jungen Männern aus Fife, Schottland, Alexander Balfour und Stephen Williamson, gegründet.  Eine Zeit lang wurden sie komplettiert von einem dritten Partner namens David Duncan.  Es handelte mit Unternehmen in Südamerika und unterhielt Niederlassungen in Valparaiso, Chile und San Francisco.
Williamson und Duncan waren verantwortlich für die sehr profitablen Unternehmensaktivitäten in Chile. Eine Tochtergesellschaft mit dem Namen Williamson-Balfour Company wurde ebenfalls dort gegründet. Diese war in viele Aktivitäten involviert, vor allem in die Schafzucht auf den Osterinseln in den Jahren 1897 bis 1953.
Das erste Schiff des Unternehmens war die Gardner, welche allerdings zeitnah von der Santiago, einer 455-Tonnen-Bark, ersetzt wurde. Die Santiago wurde 1888 verkauft und das Wrack wurde später als Kohlelager in Adelaide, Australia, genutzt, wo es bis heute liegt
Im Oktober 2016 kehrte das Unternehmen in den Familienbesitz zurück, als Guthrie Williamson, der Urururenkel vom Gründer Stephen Williamson, dieses erwarb.